# Demande-moi si je suis heureux
Pour plus de détails, voir Fiche technique et Distribution.
Demande-moi si je suis heureux (Chiedimi se sono felice) est une comédie dramatique italienne d'Aldo, Giovanni et Giacomo et Massimo Venier sortie en 2000.

## Fiche technique
- Titre original italien : Chiedimi se sono felice[1]
- Titre français : Demande-moi si je suis heureux[2]
- Réalisateur : Aldo, Giovanni et Giacomo et Massimo Venier
- Scénario : Aldo, Giovanni et Giacomo, Massimo Venier, Paolo Cananzi (it), Walter Fontana (it), Graziano Ferrari
- Photographie : Arnaldo Catinari
- Montage : Claudio Cormio
- Effets spéciaux : Franco Galiano
- Musique : Samuele Bersani
- Décors : Eleonora Ponzoni
- Costumes : Elisabetta Gabbioneta
- Production : Pietro Valsecchi
- Sociétés de production : Medusa Film, Agidi, Kubla Khan
- Pays de production :  Italie
- Langue originale : italien
- Format : Couleur par Technicolor - 1,85:1 - Son Dolby Digital - 35 mm
- Durée : 97 minutes
- Genre : Comédie dramatique
- Dates de sortie :
  - Suisse alémanique : 14 décembre 2000
  - Italie : 15 décembre 2000
  - France : 29 octobre 2005 (Festival du film italien de Villerupt[3])

## Distribution
- Aldo, Giovanni et Giacomo : eux-mêmes
- Marina Massironi : Marina
- Silvana Fallisi : Silvana
- Paola Cortellesi : Dalia
- Daniela Cristofori : Daniela
- Augusto Zucchi : contremaître de grand magasin
- Giuseppe Battiston : Beppe, le voleur
- Antonio Catania : l'agent de circulation
- Saturno Brioschi : agent Brioschi
- Rodolfo Rezzoli : agent Rezzoli
- Max Pisu : serveur dans le wagon-bar
- Serena Michelotti : Tante Caterina
- Cinzia Massironi : Francesca
- Valentino Picone : médecin
- Salvatore Ficarra : spectateur au théâtre
- Mohamed El-Sayed : agent de sécurité